# Arthur M. Sackler Museum
L'Arthur M. Sackler Museum assieme al Fogg Art Museum ed al Busch-Reisinger Museum fa parte del complesso museale degli Harvard Art Museums. Il suo edificio postmoderno è stato progettato dall'architetto britannico James Stirling, espone opere di uno dei maggiori architetti britannici del XX secolo che nel 1981 ha ricevuto il Pritzker Prize (equivalente, per l'architettura, ad un premio Nobel). Fra i più importanti dei quattro edifici progettati da Stirling negli Stati Uniti, il Sackler è stato aperto al pubblico nell'ottobre 1985. Il suo curatore, John Rosenfield, nella presentazione del museo: "un tributo alla chiarezza di visione di James Stirling, alla generosità e lealtà di Arthur Sackler, all'impegno dei curatori dell'arte visuale della Harvard University ed a Seymour Slive per la sua devozione al progetto."
Ancora prima del completamento del Sackler, il critico di architettura del New York Times, Ada Louise Huxtable, ha osservato che "il fatto che causa più scalpore negli ambienti professionali in questo momento è l'assegnazione, da parte di tre associazioni primarie statunitensi, di un riconoscimento all'architetto inglese James Stirling. Considerato da molti dei suoi colleghi di essere uno dei pochi autentici geni creativi del nostro tempo, Stirling ha influenzato così tanti e in tanti luoghi che il suo stile, o stili, sono meglio conosciuti attraverso la copia da parte di altri che attraverso le sue stesse opere eseguite ... . Ciò che egli produrrà per il prestigioso Fogg Museum ... sarà una delle sorprese più importanti dell'anno".
Nel 2008, l'edificio sito al 32 Quincy Street, che un tempo ospitava le collezioni Busch-Reisinger e Fogg, è stato chiuso per l'attuazione di un progetto di grande rinnovamento destinato a creare un nuovo edificio museale, progettato dall'architetto Renzo Piano, che ospiterà tutti e tre i musei in un'unica struttura. Durante il restauro, opere selezionate provenienti da tutti e tre i musei sono in mostra alla Sackler. Le preoccupazioni circa il destino del palazzo Stirling Sackler (vedi Chronicle of Higher Education sotto) non sono stati affrontati da Piano ne dagli Harvard Art Museums.

## Collezione
Il Sackler ospita collezioni di fama mondiale di giada cinese arcaica e surimono giapponesi, nonché bronzi cinesi, armi antiche cerimoniali e sculture buddiste, ceramiche cinesi e coreane, stampe xilografiche, calligrafia, pittura narrativa e scatole di lacca.
La collezione Sackler di antiche stampe di arte bizantina comprende notevoli pezzi provenienti dalla Grecia, Roma, Egitto e vicino oriente. Sono particolarmente importanti le ceramiche dell'antica Grecia, ed i piccoli bronzi e monete provenienti dall'area dell'antico Mediterraneo.
Il museo ospita anche opere su carta provenienti da paesi islamici e dall'India, tra dipinti, disegni, calligrafia e manoscritti miniati, con particolare riferimento all'arte Rajput, così come importanti ceramiche islamiche dall'VIII al XIX secolo, comprendenti epigrafi samanidi, oggetti da Iraq, Iran e Spagna, e prodotti ottomani di İznik.
Molte delle opere esposte nel Sackler Museum possono essere visionate nel sito degli Harvard Art Museums.

## Architettura
"James Stirling ha affrontato egregiamente ordine e organizzazione nella progettazione del Sackler Museum: questo è un progetto esemplare, vista la piccola dimensione del sito, che risolve brillantemente le esigenze della galleria. La costruzione è notevole per il virtuosismo creativo con cui sono ospitati le sue funzioni, suggerendo una monumentalità che smentisce le dimensioni effettive. Stirling ha avuto la fortuna di avere come cliente il direttore del Fogg Museum, Slive Seymour, che ha capito immediatamente questo risultato. I professori John Coolidge e Neil Levine hanno completato un formidabile triumvirato di esperti". (Ada Louise Huxtable "A Style Chrstallised").
Il Sackler Museum, originariamente concepito come un complemento del Fogg, ha suscitato attenzione in tutto il mondo sin dal momento dell'incarico a Stirling di progettare l'edificio, a seguito di un processo di selezione che ha valutato più di 70 architetti. Come misura dell'entusiasmo generato dal progetto, l'Università ha realizzato una mostra di disegni del progetto preliminare degli architetti nel 1981, "James Stirling's Design to Expand the Fogg Museum" e ha presentato alla stampa un portfolio di disegni di Stirling. Fra le pubblicazioni che hanno discusso il progetto vi furono Architecture and Urbanism, Art in America (S. McFadden), Casabella (Massimo Scolari), Lotus, Architectural Review (Peter Buchanan, John Coolidge), The Boston Globe (Robert Campbell), Time Magazine (Robert Hughes), The New Boston Review (Gary Wolf), Skyline (E. Constantine), Express (K. Michael Hays), ed il GSD News dell'Harvard's Graduate School of Design.
Dopo il completamento, la discussione sull'edificio è stata ancora maggiore, con il generale riconoscimento del significato della costruzione da parte di Stirling e dell'impresa realizzata dalla Harvard. A parte le descrizioni dell'organizzazione dell'edificio e dell'aspetto esteriore, forse più risalto è stato dato al modo in cui il design inventivo è riuscito ad inserire tutto quanto necessario in un sito così difficile. Harvard ha pubblicato un libro di 50 pagine sul Sackler, con foto a colori di Timothy Hursley, un'intervista a Stirling di Michael Dennis, un omaggio ad Arthur M. Sackler e saggi di Slive, Coolidge e Rosenfield.
Come prova del successo della Sackler, Coolidge, direttore di lunga data del Fogg Museum, ha indicato la costruzione come modello di progettazione di un museo nella sua pubblicazione: Patrons and Architects: Designing Art Museums in the Twentieth Century. Coolidge ha incluso il museo nel capitolo su "Quando l'architetto e il personale del museo collaborano" - a cui fa seguito un capitolo di esempi negativi di edifici adibiti a museo: "Quando l'architetto segue la sua strada". Ha dettagliato i tanti pregi del Sackler, forse inattesi, attenta alle necessità funzionali del cliente. Coolidge ha concluso che "Il progetto brillante di Stirling ha prodotto un edificio, allo stesso tempo, sorprendente, conveniente e, soprattutto, un ambiente adatto all'esposizione di opere d'arte".
uced a building at once striking, convenient, and—above all—a sympathetic setting for works of art."